# توک ماکاک

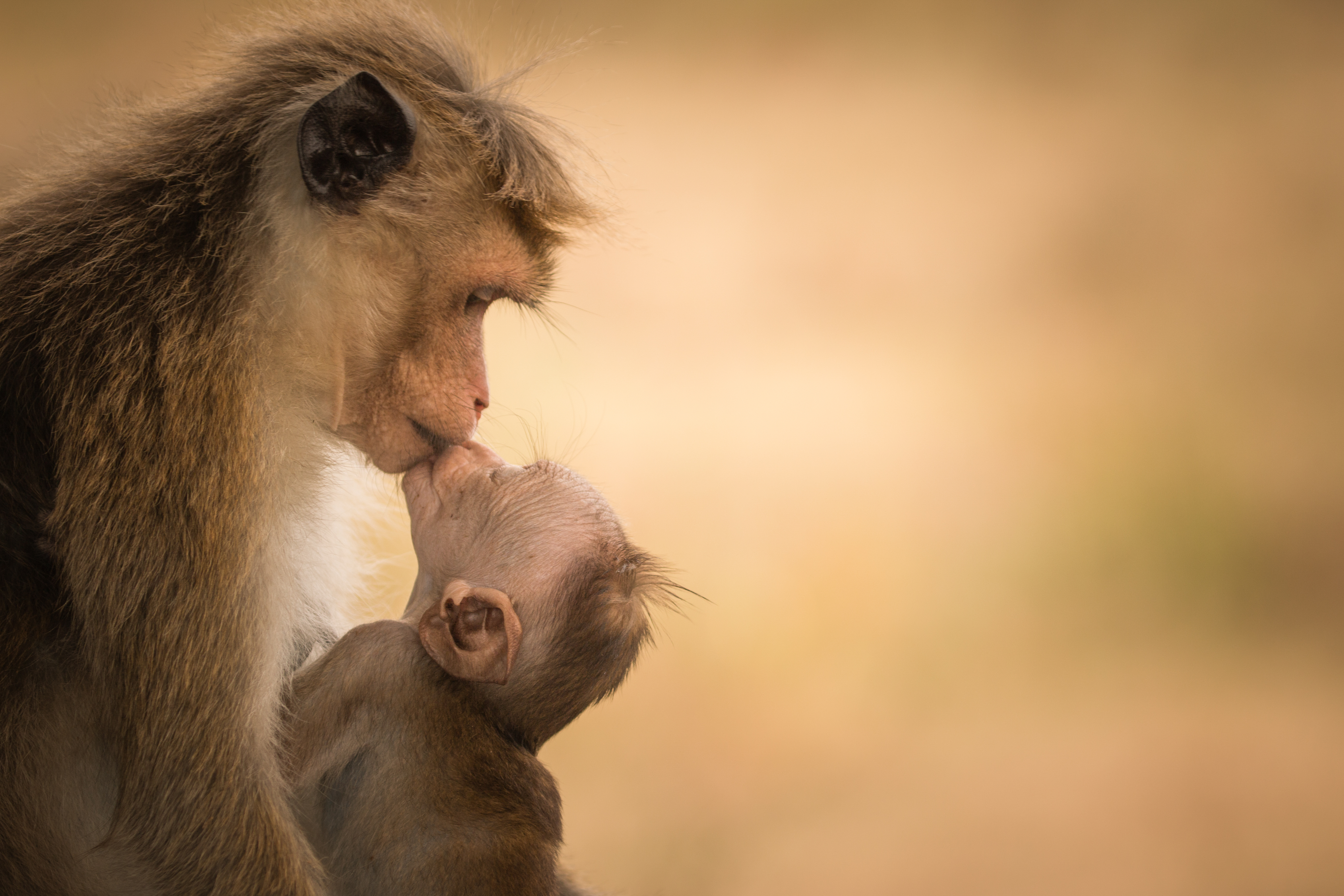
نگاره‌ای از بوسهٔ یک توک ماکاک مادر از فرزندش.

توک ماکاک یا ماکاک سری لانکایی (نام علمی: Macaca sinica) نام گونه‌ای از ماکاک است که بومی سری‌لانکا می‌باشد.

## رژیم غذایی
توک ماکاک‌ها علاقه زیادی به خوردن خوشه‌های زرد  گیاه فلوس دارند.
گیاهانی مانند آناناس، انبه؛ جانورانی مانند سنجاب نخلی هندی، برخی گونه از موش‌ها و حتی دور ریز غذایی انسان‌ها مانند دانه‌های برنج نیز، جزوی از رژیم غذایی توک ماکاک‌ها است.

## شکارچی‌ها
پلنگ‌ها، گربه‌های ماهیگیر و پایتون‌های هندی مهم‌ترین شکارچیان این نوع ماکاک هستند.